# Onorat Agnellier
Onorat Josèp Cesar Agnellier (1756-1832), est  un poète marseillais de langue occitane.

## Biographie
Il nait à Marseille en mai 1756, dans une famille de la petite bourgeoisie. On connaît peu de choses de sa vie, sauf qu'il était teneur de livre et se maria deux fois.
Seules trois de ses œuvres nous ont été conservées. Deux ont été publiés dans Lo boquet provençau vò lei Trubadors reviudats (Le bouquet provençal ou les Troubadours ressuscités), ouvrage d'importance dans le cadre de la renaissance occitane du XIXe siècle à Marseille, publié par les frères Joseph François Achard et Théodose Achard,. Il s'agit d'une fable, et d'une réponse à Francis Niel sous la forme d'un poème de deux quatrains. Une autre de ses œuvres se retrouve dans le journal Lo Tamborinaire et le Ménestrel de Pierre Bellot.
Il est un de ses rares écrivains occitans de la fin du XVIIIe siècle et du début du XIXe qui amorce la renaissance occitane du XIXe siècle.